# اسکات کوتبرت
اسکات کوتبرت (انگلیسی: Scott Cuthbert؛ زادهٔ ۱۵ ژوئن ۱۹۸۷) بازیکن فوتبال اهل بریتانیا است.
از باشگاه‌هایی که در آن بازی کرده‌است می‌توان به باشگاه فوتبال سلتیک، باشگاه فوتبال سنت میرن، باشگاه فوتبال سوئیندون تاون، باشگاه فوتبال لیتون اورینت، و باشگاه فوتبال لوتون تاون اشاره کرد.
وی همچنین در تیم ملی فوتبال زیر ۲۱ سال اسکاتلند بازی کرده‌است.